# الكلب المشهور لاسي
الكلب المشهور لاسي هو انمي يتكون من 52 حلقة بدا عرضة في 14 يناير 1996 واستمر حتى 18 اغسطس 1996 .

## القصة
قصة المسلسل مقتسبة من رواية لاسي أتى للبيت (Lassie Come-Home) للكاتب الإنلجيزي إيريك نايت عام 1940 .

## روابط خارجية
- الكلب المشهور لاسي على موقع IMDb (الإنجليزية)
- الكلب المشهور لاسي على موقع كينوبويسك (الروسية)
- الكلب المشهور لاسي على موقع قاعدة بيانات الفيلم (الإنجليزية)
- الكلب المشهور لاسي على موقع ANN anime (الإنجليزية)